# La Fayette (pel·lícula)

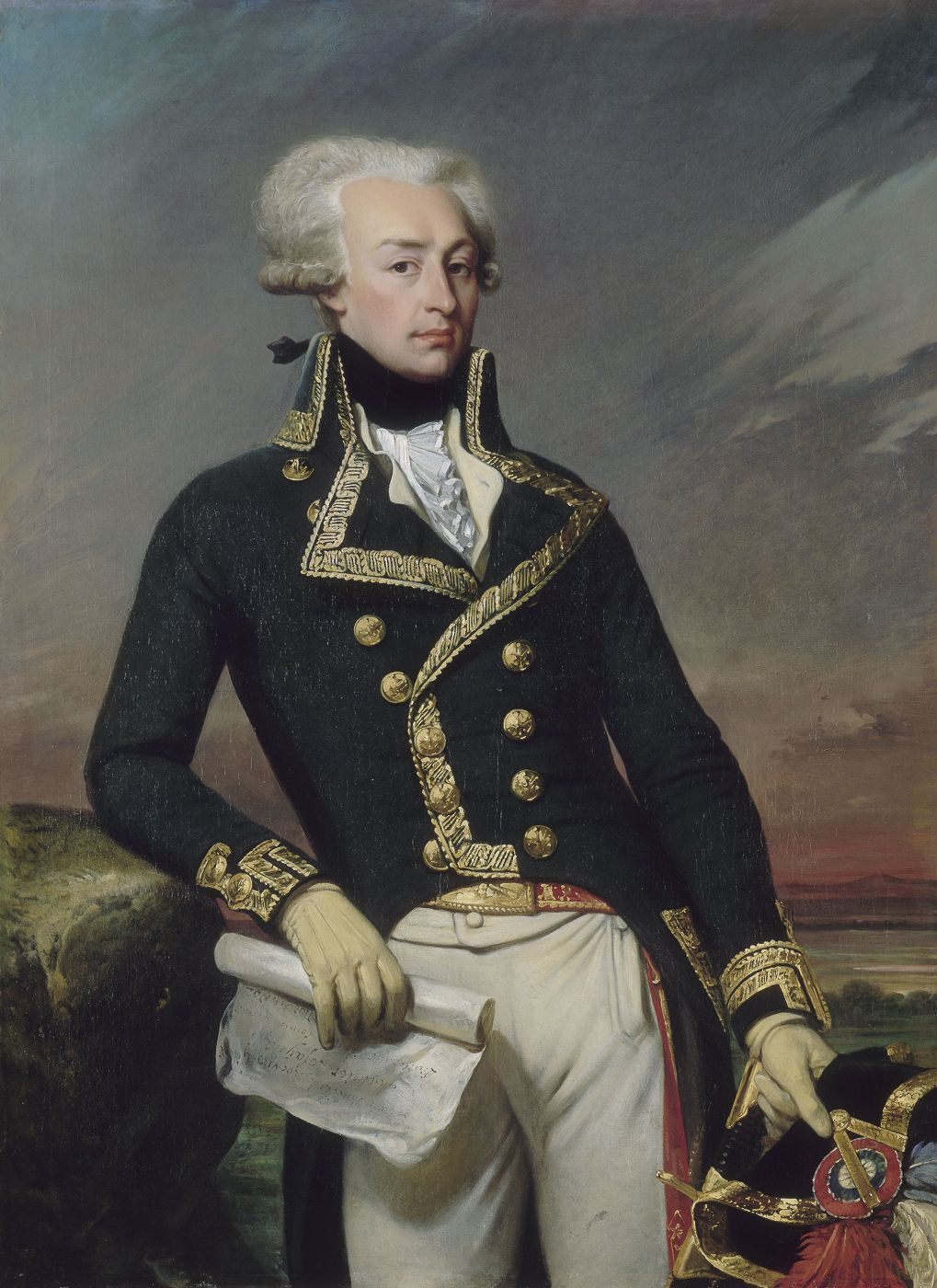
Retrat de Gilbert du Motier de La Fayette.

La Fayette és una pel·lícula francesa de Jean Dréville, estrenada el 1962. Ha estat doblada al català.

## Argument[2][3]
En 1776 el jove marquès de La Fayette es casa amb la filla del duc d'Ayen, Adrienne. Sensible a l'aixecament dels colons dels Estats Units, La Fayette troba a París Silas Deane, enviat pel congrés dels Insurgents, després el mateix Benjamin Franklin. Guanyat per la seva causa, deixa l'exèrcit reial i marxa a combatre a Amèrica.

## Repartiment
- Michel el Royer: Gilbert de La Fayette
- Howard St. John: George Washington
- Pascale Audret: Adrienne de La Fayette
- Jack Hawkins: el general Cornwallis
- Wolfgang Preiss: el baró Kalb
- Liselotte Pulver: Maria Antonieta d'Àustria
- Albert Rémy: Lluís XVI
- Roland Rodier: Mauroy
- Jacques Castelot: el duc d'Ayen
- Renée Saint-Cyr: la duquessa d'Ayen
- Edmund Purdom: Silas Deane
- Jean-Roger Caussimon: Jean Frédéric Phelypeaux, comte de Maurepas
- Georges Rivière: Charles Gravier de Vergennes
- Orson Welles: Benjamin Franklin
- Vittorio De Sica: Aaron Bancroft
- Rosanna Schiaffino: Comtessa de Simiane
- Folco Lulli: capità Rocco Borsalino
- Henri Tisot: le comte de Provence
- Anthony Stuart: el general Philip
- Lois Bolton: Mrs. Washington
- Michel Galabru: dispese de l'Epée de bois
- Jean-Jacques Delbo: l'exempt
- Roger Bontemps: La Royerie
- Jean Lanier: Jean Marie Donatien de Vimeur de Rochambeau
- Jean Degrave: Louis Marc Antoine de Noailles

## Rodatge
El rodatge ha tingut lloc als estudis de la Victorine a Niça, així com en diversos llocs de la Côte d'Azur (Parc de Vaugrenier, Plateau de Caussols, Club Hippique Saint Georges) i al castell de Versalles (Cort d'Honor), galerie des Glaces, sala del Consell, Gabinet interior del Rei, petit apartament de la reina, Gran Trianon, i teatre de la Reine).